# Gaube
Pour les articles homonymes, voir Gaube (homonymie).
Le ruisseau de la Gaube est un cours d'eau qui traverse les départements du Gers et des Landes et un affluent gauche du Midou dans le bassin versant de l'Adour.

## Géographie
D'une longueur de 15,4 kilomètres, il prend sa source sur la commune de Toujouse (Gers), à l'altitude 130 mètres.
Il coule du sud-est vers le nord-ouest et se jette dans le Midou à Villeneuve-de-Marsan (Landes), à l'altitude 60 mètres.

## Communes, cantons et départements traversés
Le ruisseau de la Gaube traverse cinq communes et deux cantons : dans le sens amont vers aval : Toujouse (source) dans le Gers, puis dans les Landes Bourdalat, Perquie, Arthez-d'Armagnac et Villeneuve-de-Marsan (confluence).
Soit en termes de cantons, le ruisseau de la Gaube prend source dans le canton de Nogaro et conflue dans le canton de Villeneuve-de-Marsan.

## Affluents
Le ruisseau de la Gaube a un affluent référencé :
- le ruisseau de Hartaou (rd).